# Wulverdinghe
Wulverdinghe, niederländisch und westflämisch Wulverdinge, ist eine französische Gemeinde mit 332 Einwohnern (Stand 1. Januar 2022) im Département Nord in der Region Hauts-de-France. Sie gehört zum Arrondissement Dunkerque und zum Gemeindeverband Hauts de Flandre. In Wulverdinghe wurde bis in die 1970er Jahre noch mehrheitlich Westflämisch gesprochen.

## Geografie
Die Gemeinde Wulverdinghe liegt im Westen Französisch-Flanderns, etwa zwölf Kilometer nördlich von Saint-Omer im äußersten Norden Frankreichs. Das Gemeindegebiet liegt am Südwestrand der flandrischen Ebene. Das Bodenrelief steigt nach Süden hin allmählich an und erreicht an der Südgrenze der Gemeinde 71 m über dem Meer.
Zu Wulverdinghe gehört der Ortsteil Berstoeke. Hier entspringt das Flüsschen Clinke Becque, das den Canal de la Haute Colme speist.
Nachbargemeinden von Wulverdinghe sind Millam im Norden, Volckerinckhove im Osten, Lederzeele im Südosten, Saint-Momelin im Süden sowie Watten im Westen.

## Geschichte
Der Name des Dorfes stammt aus dem 7. Jahrhundert, als die Franken Besitz von der Gegend nahmen. Er lautete  Wulfafrithinga (mit den Bedeutungen „Wolf“ und „Friede“). Im Jahr 1161 wird eine Villa Wulverdinghe an der Römerstraße von Watten nach Cassel erwähnt. 1186 taucht in einer Urkunde die Schreibweise Wulveric auf. Im Jahr 1190 schenkten die Grafen von Flandern der Abtei Saint-Bertin Waldgrundstücke in Wulverdinghe.

### Bevölkerungsentwicklung
| Jahr      | 1962 | 1968 | 1975 | 1982 | 1990 | 1999 | 2011 | 2021 |
| --------- | ---- | ---- | ---- | ---- | ---- | ---- | ---- | ---- |
| Einwohner | 157  | 232  | 198  | 206  | 227  | 230  | 303  | 327  |

Im Jahr 1821 wurde mit 436 Bewohnern die bisher höchste Einwohnerzahl ermittelt. Die Zahlen basieren auf den Daten von cassini.ehess und INSEE.

## Sehenswürdigkeiten
- Kirche Saint-Martin
- Reste einer feudalen Motte in der Gemarkung Hoeuveel, Monument historique[4]
- Bildstock im Ortsteil Berstoeke

Siehe auch: Liste der Monuments historiques in Wulverdinghe

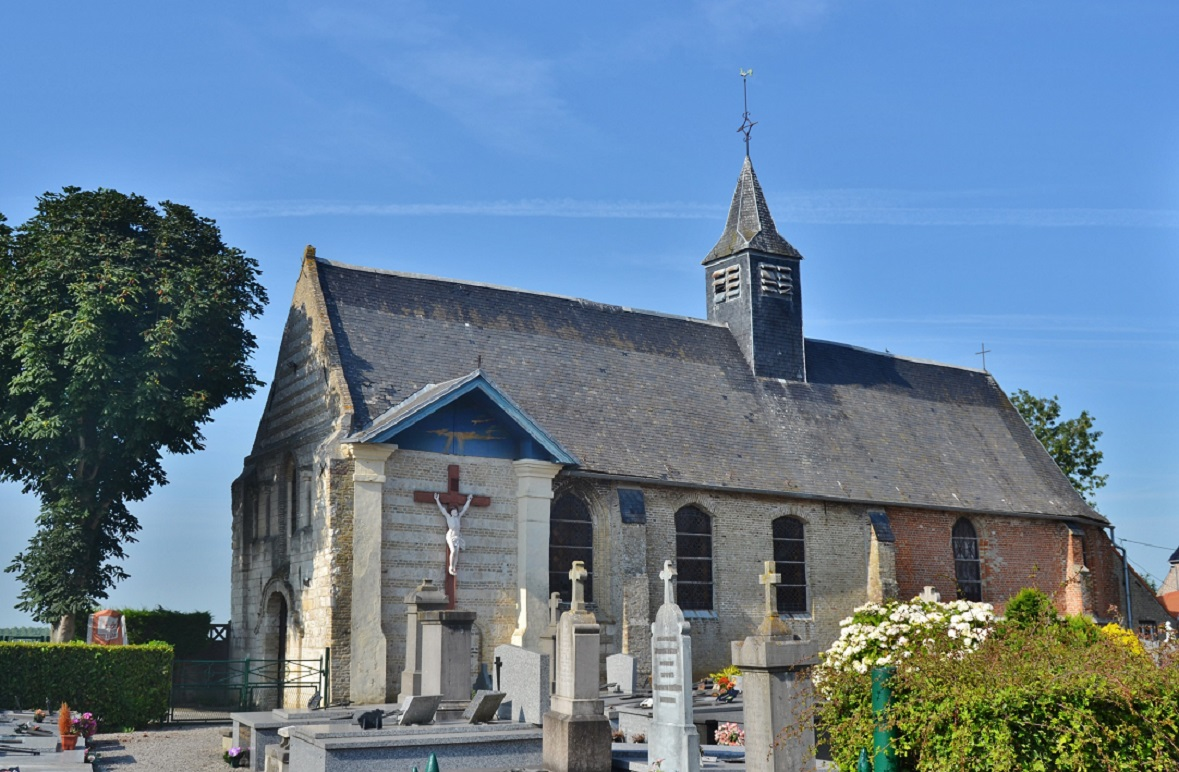
Kirche Saint-Martin

## Wirtschaft und Infrastruktur
In der Gemeinde sind neun Landwirtschaftsbetriebe ansässig (Getreideanbau, Milchwirtschaft, Rinder- und Geflügelzucht).
In der nahen Gemeinde Watten besteht Anschluss an die Fernstraße von Dünkirchen nach Saint-Omer. Durch den Norden der Gemeinde Wulverdinghe führt die Bahnlinie LGV Nord von Paris zum Eurotunnel.

## Belege
1. ↑  auf yserhouck.free.fr (Seite nicht mehr abrufbar, festgestellt im März 2018. Suche in Webarchiven)  Info: Der Link wurde automatisch als defekt markiert. Bitte prüfe den Link gemäß Anleitung und entferne dann diesen Hinweis. (französisch)
2. ↑  Wulverdinghe auf cassini.ehess
3. ↑  Wulverdinghe auf INSEE
4. ↑  Eintrag in der Base Mérimée des Kulturministeriums. Abgerufen am 11. September 2015 (französisch).
5. ↑  Landwirtschaftsbetriebe auf annuaire-mairie.fr (französisch)